# Ryba Latająca
Ryba Latająca (łac. Volans, dop. Volantis, skrót Vol) – mały gwiazdozbiór nieba południowego. Leży między Kilem a Wielkim Obłokiem Magellana. Jest 76. gwiazdozbiorem co do wielkości. W Polsce niewidoczny. Liczba gwiazd dostrzegalnych nieuzbrojonym okiem: około 20.
Gwiazdozbiór został wyodrębniony przez nawigatorów holenderskich Pietra Dirksza Keysera oraz Fredricka de Houtmana. Po powrocie do Holandii, de Houtman przekazał sporządzony katalog gwiazd Planciusowi, który naniósł nowe odkrycia na globus nieba w końcu 1598 roku, jako „Vliegedenvis” (Skrzydlata Ryba). Konstelacja została szerzej zaakceptowana, gdy niemiecki astronom Johann Bayer opisał je w swoim dziele Uranometria w 1603 roku. Pokazał w niej konstelację jako rybę latającą i nazwał „Piscis Volans”. Od tego czasu nie było zmian, tylko łacińska nazwa została skrócona do „Volans”.

## Mity i legendy
Blade gwiazdy znajdują się za daleko na południe, by mogły być dostrzeżone przez starożytnych astronomów. W związku z czym nie wiąże się z tym gwiazdozbiorem żaden mit czy legenda. Konstelacja przedstawia latającą rybę z rodziny ptaszorowatych, która miała towarzyszyć na niebie okrętowi Argo. Ryba ta zamieszkuje tropikalne morza, potrafi szybować nad wodą na szeroko rozpostartych płetwach.

## Gwiazdy Ryby Latającej
Najlepiej rozpoznawalną częścią konstelacji jest szeroki trapez podobnie wyglądających gwiazd znajdujący się w połowie drogi pomiędzy jasną gwiazdą Miaplacidusem w Kilu i Wielkim Obłokiem Magellana. Gwiazdy Alfa i Beta leżą poza tym asteryzmem, są blisko Miaplacidusa. W konstelacji najjaśniejszą gwiazdą jest Gamma, jeżeli liczyć oba składniki razem, a nie Alfa. Również Beta jest jaśniejsza od Alfy.
W gwiazdozbiorze brak jasnych gwiazd. Najjaśniejsza Beta Volantis (β Vol) ma wielkość 3,77m, a tylko pięć kolejnych gwiazd jest jaśniejsza niż 5m. Na niebie można je rozpoznać jako dwa połączone ze sobą trójkąty: α, β i ε Vol oraz ε, δ i γ Vol.
- Alfa Volantis to niebiesko-biała gwiazda czwartej wielkości gwiazdowej odległa o 124 lata świetlne[2].
- β Vol jest olbrzymem typu widmowego K1 oddalonym od nas o 108 lat świetlnych.
- gwiazda podwójna γ² Vol składa się z dwóch gwiazd odległych o 14,1 sekundy łuku (600 au). Jaśniejszy składnik to pomarańczowy olbrzym typu K, słabszy zaś jest jasnożółtym karłem typu F. Gwiazdy krążą wokół siebie z okresem co najmniej 7,5 tysięcy lat[1]. Para ta jest oddalona o 142 lata świetlne od Słońca[3].
- Drugi układ podwójny Epsilon Volantis (ε Vol) jest mniej widowiskowy. Około sześć sekund łuku od niebieskiego podolbrzyma (składnik A; 4,35m) znajduje się składnik B o jasności 8,1 m. Sam składnik A jest układem spektroskopowo podwójnym[4][3]. Układ znajduje się w odległości 642 lat świetlnych od Słońca[2].
- Gwiazda Delta Volantis to żółto-biały olbrzym czwartej wielkości gwiazdowej, odległy od Słońca o 660 lat świetlnych[2].

## Interesujące obiekty
Mimo iż leży przy Drodze Mlecznej, zawiera mało obiektów, na które amatorowi warto skierować teleskop. Nie ma tu gromad, mgławic czy mgławic planetarnych. Natomiast galaktyki w większości są blade.
- Najjaśniejsza galaktyka NGC 2442/2443, znana jako Galaktyka Hak, o jasności 11,2m. Jest to galaktyka spiralna o dość nietypowym kształcie. Na obrazach uzyskanych za pomocą Kosmicznego Teleskopu Hubble’a wyraźnie widać zarysowane ramiona spiralne bogate w pył i liczne obszary gwiazdotwórcze. Znajduje się w pobliżu środka trapezu gwiazd, które tworzą główną konfigurację konstelacji. Galaktyka oddalona od nas o około 50 milionów lat świetlnych. Miłośnicy astronomii, opisując jej kształt, często nazywają ją „hakiem na mięso”[3]. W 20-centymetrowym teleskopie wewnętrzny obszar galaktyki jawi się jako dość jasna wydłużona mgiełka[1].
- Przez największe teleskopy amatorskie można dostrzec rzadką galaktykę spiralną ESO 34-11. Powstała ona w wyniku czołowego zderzenia dużej galaktyki spiralnej z małą galaktyką. W teleskopie zobaczymy pasemko mgły[1].